# Guri Melby

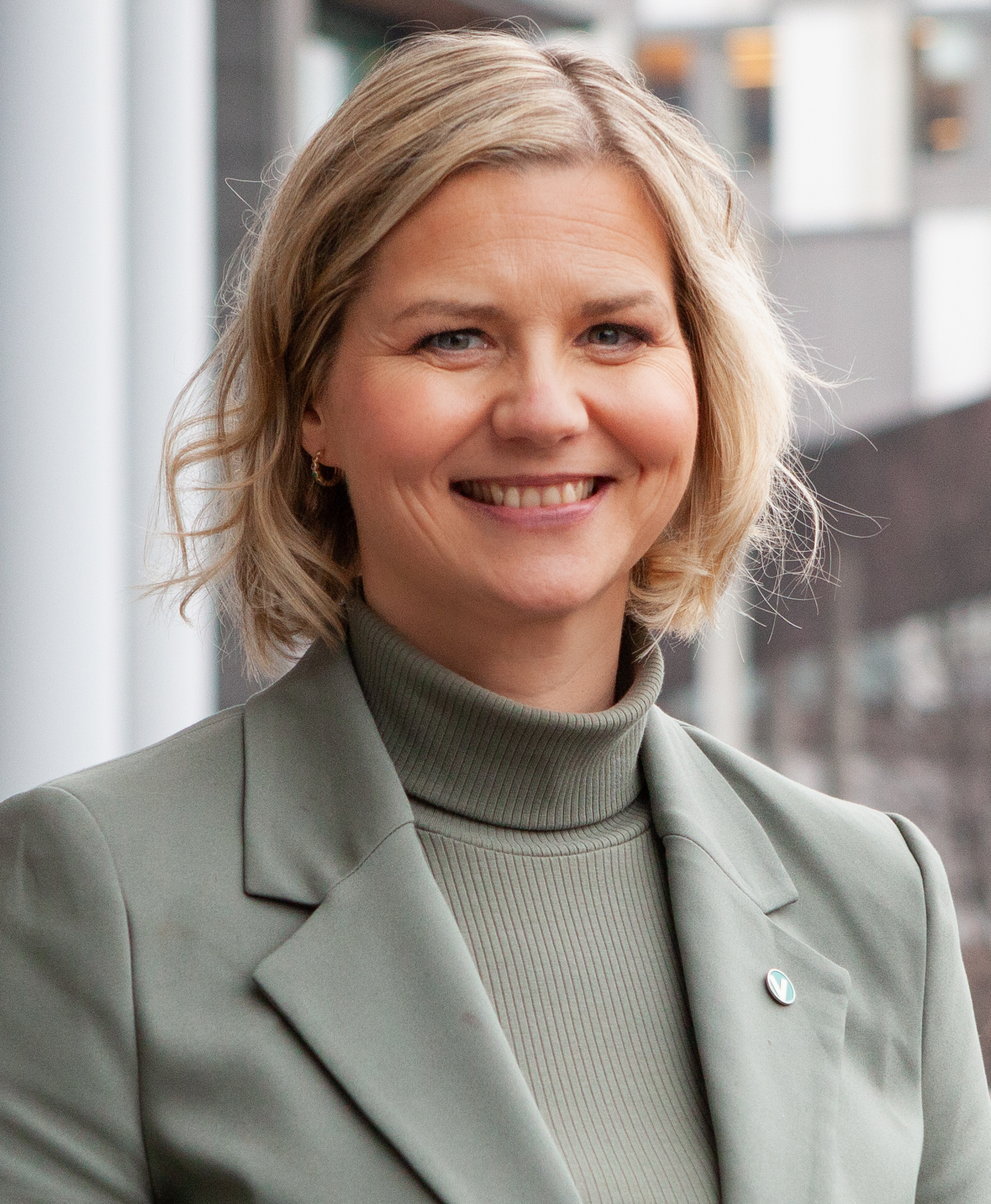
Guri Melby, 2025

Guri Melby (* 3. Februar 1981 in Orkdal) ist eine norwegische Politikerin der sozialliberalen Partei Venstre. Von März 2020 bis Oktober 2021 war sie die Bildungs- und Integrationsministerin ihres Landes, seit September 2020 dient sie als Parteivorsitzende der Venstre. Von 2018 bis 2020 war sie Abgeordnete im Storting, seit 2021 ist sie es erneut.

## Leben
Nach dem Abschluss der weiterführenden Schule im Jahr 2000 begann sie an der Technisch-Naturwissenschaftlichen Universität Norwegens (NTNU) nordische Sprachen zu studieren. 2007 erhielt sie ihren Masterabschluss. Anschließend begann sie als Lehrerin zu arbeiten, von 2008 bis 2011 war sie Dozentin an der Hochschule Sør-Trøndelags, die heute auch zur NTNU gehört. Zudem war sie in der Zeit zwischen 2009 und 2011 als Beraterin des nationalen Schreibforschungszentrum Nasjonalt senter for skriveforskning og skriveopplæring tätig. Anschließend arbeitete sie bis 2012 als Beraterin des Bildungsministeriums. Im Jahr 2012 nahm sie eine Stelle an der Hochschule Oslo und Akershus an. Melby stand von 2016 bis 2018 dem Språkrådet vor.

### Kommunalpolitikerin
Zwischen 1999 und 2007 war Melby Mitglied im Kommunalparlament ihrer Heimatgemeinde Orkdal und anschließend bis 2011 im Stadtrat von Trondheim. Im Jahr 2010 wurde sie Teil des Vorstands der Venstre-Partei. Melby war in den Jahren 2013 bis 2015 Mitglied im Byråd von Oslo, also der Stadtregierung. Dabei war sie für den Bereich Umwelt und Verkehr zuständig. Im Jahr 2015 zog sie in den Stadtrat von Oslo ein.

### Storting-Abgeordnete, Ministerin und Parteivorsitzende
Bei den Parlamentswahlen 2013 und 2017 verpasste sie jeweils den direkten Einzug ins Storting und wurde Vararepresentantin für den Wahlkreis Oslo, also Ersatzabgeordnete. Als solche kam sie ab dem 17. Januar 2018 zum Einsatz, da die Osloer Parteikollegin Trine Skei Grande Mitglied in der Regierung wurde und als solches ihr Mandat ruhen lassen musste. Melby wurde Mitglied im Bildungs- und Forschungsausschuss des Parlaments. Des Weiteren wurde sie Teil des Fraktionsvorstands der Venstre-Fraktion.
Am 13. März 2020 wurde sie zur Bildungs- und Integrationsministerin in der Regierung Solberg ernannt. Der Posten war frei geworden, nachdem Grande ihren Rücktritt von ihrem Ministeramt angekündigt hatte. Am 23. August 2020 wurde sie vom Wahlausschuss ihrer Partei als neue Venstre-Vorsitzende und somit als Nachfolgerin für Trine Skei Grande vorgeschlagen. Ein Landesparteitag wählte sie am 26. September 2020 schließlich in diese Position.
Bei der Wahl 2021 zog Melby schließlich erstmals direkt in das Storting ein. Ihre Amtszeit als Bildungs- und Integrationsministerin endete am 14. Oktober 2021 mit dem Abtritt der Regierung Solberg. Sie kehrte daraufhin in das Parlament zurück, wo sie die zweite stellvertretende Vorsitzende des Außen- und Verteidigungsausschusses sowie Fraktionsvorsitzende der Venstre wurde.

## Positionen
Beim Besuch des chinesischen Politikers Li Zhanshu im Storting im Mai 2019 demonstrierte Melby gemeinsam mit Petter Eide von der Sosialistisk Venstreparti, indem sie T-Shirts trugen, auf denen sowohl auf Norwegisch als auch Mandarin „Freiheit“ aufgedruckt war. Ihr wurde daraufhin der Zugang in das Parlamentsgebäude verweigert. Im Oktober erklärte sie, die Hongkonger Bürger wegen ihres Kampfes für Meinungsfreiheit und Demokratie für den Friedensnobelpreis 2020 nominiert zu haben.
Im September 2020 plädierte sie bei einer Rede auf dem Parteitag der Venstre dafür, eine EU-Mitgliedschaft Norwegens als Ziel in das Parteiprogramm aufzunehmen. Melby erklärte, dass die Europäische Union die Norwegen am nahestehendste Wertegemeinschaft sei und die EU eine zentrale Rolle in der Lösung der Klimakrise hätte, was das Hauptziel der Venstre sei.